# Club Cerro Porteño (féminines)
Maillots
Le Club Cerro Porteño Femenino est un club de football féminin paraguayen basé à Asunción et affilié à Cerro Porteño.

## Histoire
Cerro Porteño rejoint le championnat parguayen en 2004, et remporte le tournoi de clôture dès cette saison. En 2007, c'est le premier club à remporter les tournois d'ouverture et de clôture du championnat. L'équipe réitère cette performance en 2013 et en 2021, pour la première saison professionnelle du championnat.

## Palmarès
| Compétitions nationales | Compétitions internationales                                    |
| --- | --------------------------------------------------------------- |
| - Championnat du Paraguay (7) : - Champion : 2007, 2012, 2013, 2014, 2017, 2018 et 2021. - Tournoi d'ouverture : 2007, 2009, 2013, 2017 et 2021. - Tournoi de clôture : 2004, 2006, 2007, 2011, 2012, 2013, 2014, 2015 et 2021. | - Copa Libertadores (0) : - 3es en 2014. - 4es en 2017 et 2019. |

## Rivalités
Les Azulgranas disputent le clásico face à l'Olimpia.